# Someone Else Not Me
Singles de Duran Duran
Electric Barbarella
(1997) (Reach Up for The) Sunrise
(2004)
Someone Else, Not Me est une chanson du groupe anglais Duran Duran, sortie en single en 2000. C'est l'unique extrait de Pop Trash, 10e album studio du groupe, également sorti en 2000. C'est le premier single du groupe sorti sur le label Hollywood Records, après l'arrêt de leur contrat avec EMI / Capitol.

## Historique
En raison du peu de succès de ce single, le label Hollywood Records refusera d'en sortir un deuxième.

## Autres versions
À la demande du chanteur Simon Le Bon, les paroles sont traduites en français et en espagnol. La chanson est alors réenregistrée dans ces langues et incluse sur plusieurs sorties du groupe :
- Un Autre Que Moi - 4:19
- Alguien Que No Soy Yo - 4:16

## Clip
Comme souvent dans la carrière du groupe, le clip de cette chanson est novateur. Il s'agit de la première vidéo entièrement créée en animation Macromedia Flash,, par la société Fullerene Productions (qui avait déjà réalisé le site officiel des fans du groupe).

## Liste des titres

### CD: Hollywood / 0108845HWR
1. Someone Else Not Me (Radio Edit) - 3:35
2. Someone Else Not Me (version album) - 4:47
3. Starting To Remember - 2:38

### CD: Hollywood / PRCD-11237-2
1. Someone Else Not Me (Radio Edit) - 3:35
2. Someone Else Not Me (version album) - 4:47

## Classements
Someone Else Not Me n'atteint que la 53e place du UK Singles Chart au Royaume-Uni, un échec en comparaison de la carrière passée du groupe. Cependant, la chanson se classe dans le top 10 en Lettonie, no 1 en Pologne et 4e en Italie.
| Pays et classement (2000)      | Meilleure position |
| ------------------------------ | ------------------ |
| Royaume-Uni (UK Singles Chart) | 53                 |
| Italie (FIMI)                  | 26                 |

## Crédits
Duran Duran
- Nick Rhodes : claviers
- Simon Le Bon : chant principal
- Warren Cuccurullo : guitare, guitare basse